# Julia Ormond
Julia Karin Ormond (Epsom, Surrey, 4 januari 1965) is een Engelse actrice. Ze verhuisde van Londen naar Hollywood. In 1995 werd ze door het tijdschrift People verkozen tot een van de vijftig mooiste mensen ter wereld (One of the World's 50 Most Beautiful People). Ormond volgde een acteeropleiding aan de Webber Douglas Academy of Dramatic Art.

## Persoonlijk
Ormond trouwde met acteur Rory Edwards die ze had ontmoet tijdens een productie van Wuthering Heights. Het stel scheidde in 1994. Van 1999 tot 2008 was ze opnieuw getrouwd en kreeg in 2004 een dochter.
Ormond is een actief tegenstander van mensenhandel en maakt deel uit van de United Nations Office on Drugs and Crime, een afdeling van de Verenigde Naties. Ook is ze actief voor de Transatlantic Partners Against Aids, een organisatie die probeert aids onder de aandacht van publiek en politiek in Rusland en Oekraïne te brengen.
In december 2005 werd Ormond door Antonio Maria Costa aangesteld als goodwill ambassador voor de Verenigde Naties. Ze besteedt in die rol vooral aandacht aan de bestrijding van mensenhandel.

## Filmografie

### Als acteur
- The Walking Dead: World Beyond (2020-2021)
- Gold Digger (2020) (TV)
- Reunion (2020)
- Son of the South (2020)
- Ladies in Black (2018)
- Rememory (2017)
- The East (2013)
- Chained (2012)
- My Week with Marilyn (2011)
- Law & Order: Criminal Intent (2011) (TV)
- CSI: NY (2008-09) (TV)
- The Curious Case of Benjamin Button (2008)
- La conjura de El Escorial (2008)
- Kit Kittredge: An American Girl (2008)
- Guerrilla (2008)
- Surveillance (2008)
- I Know Who Killed Me (2007)
- Inland Empire (2006)
- Beach Girls (2005 TV miniserie)
- Iron Jawed Angels (2004) (TV)
- Resistance (2003)
- Varian's War (2001) (TV)
- The Prime Gig (2000)
- Animal Farm (1999) (TV) (als stemacteur)
- The Barber of Siberia (1998)
- Smilla's Sense of Snow (1997)
- Sabrina (1995)
- First Knight (1995)
- Legends of the Fall (1994)
- Nostradamus (1994)
- Captives (1994)
- The Baby of Mâcon (1993)
- Stalin (1992)
- Young Catherine (1991)
- Traffik (1989) (miniserie)

### Als producent
- Calling the Ghosts: A Story of Rape, War and Women  (1996)

## Prijzen
- 1989 London Drama Critics Prijs voor "beste nieuwkomer"
- 1996 Nestor Almendros
- 2001 Laurence Olivier Award nominatie
- 2008 Razzie Awards nominatie voor de slechtste vrouwelijke bijrol in I Know Who Killed Me.